# Johannes Molanus
Johannes Molanus, aussi Johannes van der Meulen (ou encore Vermeulen), est un théologien flamand, né à Lille en 1533, mort à Louvain en 1585. 
Représentant important de la Contre-Réforme, il professe la théologie pendant quelques années.
Il fait paraître des ouvrages qui lui assurent une certaine renommée, reçoit du pape le titre de chanoine de l’église Saint-Pierre de Rome. Il devient censeur des livres, puis directeur d’un séminaire à Louvain. 

## Œuvres
Ses principaux écrits sont : 
- De picturis et imaginibus sacris (Louvain, 1570, in-8°), intéressant traité qui a donné à l’abbé Méry l’idée de sa Théologie des peintres, sculpteurs et dessinateurs;
- Annales urbis Lovaniensis (Louvain, 1572) ;
- Calendarium ecclesiasticum (Anvers, 1574);
- De fide hæreticis servanda (Cologne, 1584, in-8°) ;
- Theologiæ practicæ compendium (Cologne, 15S5, in-8°) ;
- Militia sacra ducum ac principum Brabantiæ (Anvers, 1592), sur les guerres faites par les ducs de Brabant pour cause de religion;
- Medicorum ecclesiasticum diarium (Louvain, 1595, in-8°) ;
- Bibliotheca theologica (Cologne, 1618, iri-4°), etc.

## Source
« Johannes Molanus », dans Pierre Larousse, Grand dictionnaire universel du XIXe siècle, Paris, Administration du grand dictionnaire universel, 15 vol., 1863-1890 [détail des éditions].